# Marina Raskova
Marina Mikhajlovna Raskova (russisk: Раско́ва Мари́на Миха́йловна, tr. Marina Mikhajlovna Raskova; født 28. marts 1912, død 4. januar 1943) var en berømt sovjetisk pilot, der ofte omtales som "den russiske Amelia Earhart". Hun blev en af de over 800.000 kvinder i russisk militærtjeneste under 2. verdenskrig, idet hun organiserede tre regimenter af bombefly, udelukkende med kvinder.
Raskova grundlagde sin berømmelse som flyver – både som pilot og navigatør – i 1930'ernes Rusland. Hun var den første kvindelige navigatør i det russiske luftvåben i 1933. Et år senere begyndte hun at undervise i flyvning. Hun satte en række langdistancerekorder især i 1937 og 1938, mens hun stadig underviste.
Da 2. verdenskrig brød ud var der mange kvindelige piloter, der meldte sig frivilligt. Selv om der ikke var formelle restriktioner mod kvinder i kampenheder, var der en tendens til at deres ansøgninger blev forsinket og blokeret. 
Raskova benyttede sin personlige forbindelse med Stalin til at overbevise militæret om at oprette tre regimenter. Disse blev indledningsvis kaldt "flyvergruppe 122", medens de fik deres uddannelse. Efter uddannelse blev der dannet de tre regimenter:
586. jagerregiment, der var den første af enhederne der deltog i kamphandlinger (16. april 1942) og det deltog samlet i 4.419 missioner under Tamara Kasarinova og Aleksandr Gridnev.
588. natbomberregiment ("Nachthexen") som var det bedst kendte af regimenterne under kommando af Jevdokija Bersjanskaja. De anvendte de forældede Polikarpov Po-2 biplaner. Som anerkendelse for deres indsats (over 24.000 missioner ved krigens slutning) fik de navnet "46. Taman garde "natbomberregiment", men der var de tyske tropper, der gav dem "kælenavnet" Nachthexen. Regimentet var det eneste af de tre der gennem hele krigen udelukkende bestod af kvinder.
587. bomberregiment. Det var den enhed Marina Raskova var chef for indtil sin død i kamp. Regimentet blev så overtaget af Valentin Markov. Som anerkendelse for sin indsats blev regimentet tildelt navnet "125. garde luftbomberregiment". Regimentet fik nogle af de bedste sovjetiske bombefly Petljakov Pe-2.